# Мађи (Терамо)
Мађи (итал. Maggi) је насеље у Италији у округу Терамо, региону Абруцо.
Према процени из 2011. у насељу је живело 230 становника. Насеље се налази на надморској висини од 148 м.